# 8295 Toshifukushima
8295 Toshifukushima è un asteroide della fascia principale. Scoperto nel 1992, presenta un'orbita caratterizzata da un semiasse maggiore pari a 2,7833402 UA e da un'eccentricità di 0,1595665, inclinata di 10,34032° rispetto all'eclittica.